# Gregory Serper
Gregory Yuryevich Serper (in russo Григорий Юрьевич Серпер?; Tashkent, 14 settembre 1969) è uno scacchista uzbeko naturalizzato statunitense, grande maestro..

## Biografia
All'età di 6 anni Imparò a giocare a scacchi da suo nonno. Nel 1985, all'età di 16 anni, iniziò gli studi presso la famosa scuola di scacchi Botvinnik-Kasparov di Mosca.

### Principali risultati
Durante il suo servizio militare a Novosibirsk, ha partecipato al 27º World Junior Chess Championship svoltosi nel 1988 ad Adelaide, in Australia. In questo torneo Serper ha ottenuto il 3º posto con lo stesso punteggio di 9/13 dei suoi avversari ovvero Lautier, Ivanchuk e Gelfand che hanno ottenuto rispettivamente il 1º, il 2º e il 4º posto. Nel 1992, come membro della squadra dell'Uzbekistan, Serper ha vinto la medaglia d'argento nella trentesima Olimpiade degli scacchi. Nel gennaio 1996 si trasferì con la sua famiglia negli Stati Uniti. Nel 1999, Serper vinse il torneo World Open dopo aver pareggiato una partita di spareggio di Armageddon come Black contro Boris Gulko, che era stato uno dei nove giocatori che aveva legato con Serper nel main event. Nello stesso anno, è passato alle finali del campionato di scacchi degli Stati Uniti sconfiggendo Alex Yermolinsky in semifinale, ma perdendo la finale contro Boris Gulko.